# Фицрой (басейн на Индийски океан)
Фицрой (на английски: Fitzroy River) е река в северозападната част на Австралия, протичаща през северната част на щата Западна Австралия и вливаща се в Индийския океан. Дължината ѝ е 733 km , а площта на водосборния басейн – 93 829 km².
Река Фицрой води началото си на 524 m н.в. от южната част на хребета Дюрак, разположен в североизточната част на платото Кимбърли. В горното си течение тече в югозападна посока, като се спуска по южния склон на платото. След устието на левия си приток Кристмас Крийк завива на запад и постепенно на северозапад, като долината ѝ ограничава от север Голямата пясъчна пустиня. Влива се от юг в залива Кинг на Индийския океан, като образува естуар, дълъг около 30 km. Основни притоци: леви – Маргарет (335 km), Кристмас Крийк (292 km); десни – Хан (224 km). Средният годишен отток в устието ѝ е 84,8 m³/s. Има ясно изразено пълноводие през лятото (от януари до март). В естуара ѝ се наблюдава приливна вълна с височина до 1 m. По време на пълноводието си е плавателна на 130 km от устието за плитко газещи речни съдове.
Устието на реката е открито през 1837 г. от морска експедиция, ръководена от английския държавен деятел и изследовател на Австралия Джордж Грей, на кораба „Бигъл“, командван от капитан Джон Стоукс. Капитан Стоукс наименува новооткритата река Фицрой в чест на британския морски капитан Робърт Фицрой, командир на същия този кораб „Бигъл“, извършил значителни географски открития в периода 1831 – 1836 г., и на който плава и бъдещият виден естествоизпитател Чарлз Дарвин. По време на тази експедиция Джон Стоукс е бил първи заместник-лейтенант на Робърт Фицрой.